# Lepeophtheirus longipes
Lepeophtheirus longipes is een eenoogkreeftjessoort uit de familie van de Caligidae. De wetenschappelijke naam van de soort is voor het eerst geldig gepubliceerd in 1905 door Wilson C.B..